# Memorial Andrzeja Trochanowskiego
O Memorial Andrzeja Trochanowskiego (Corrida em homenagem a Andrzej Trochanowski em polaco) é uma competição de ciclismo profissional de um dia polaca, que se disputa no dia 1 do mês de maio. Toma o seu nome de Andrzej Trochanowski, treinador da equipa ciclista Legia Varsovia e da equipa nacional polaca.
Criou-se em 2000 dentro da categoria 1.5 (última categoria do profissionalismo). Desde a criação dos Circuitos Continentais UCI em 2005 faz parte de UCI Europe Tour, dentro da categoria 1.2 (igualmente última categoria do profissionalismo).

## Palmarés
| Ano  | Ganhador             | Segundo               | Terceiro              |
| ---- | -------------------- | --------------------- | --------------------- |
| 1989 | Stanislaw Trzeciak   |                       |                       |
| 1990 | Robert Rzechnik      |                       |                       |
| 1991 | Grzegorz Gronkiewicz |                       |                       |
| 1992 | Piotr Chmielewski    |                       |                       |
| 1993 | Anatolij Čubar       |                       |                       |
| 1994 | Ihor Cuzlančev       |                       |                       |
| 1995 | Pawel Niedzwiedzki   |                       |                       |
| 1996 | Raimondas Rumsas     |                       |                       |
| 1997 | Grzegorz Wajs        |                       |                       |
| 1998 | Marek Wrona          |                       |                       |
| 1999 | Oleksij Nakaznyj     |                       |                       |
| 2000 | Jarosław Rębiewski   |                       |                       |
| 2001 | Piotr Wadecki        | Hubert Nowak          | Grzegorz Gronkiewicz  |
| 2002 | Bogdan Bondariew     | Hubert Nowak          | Chris Fisher          |
| 2003 | Pawel Szaniawski     | Marcin Sapa           | Oleksandr Klymenko    |
| 2004 | Mariusz Witecki      | Sebastian Jezierski   | Dariusz Skoczylas     |
| 2005 | František Raboň      | Piotr Zaradny         | Sebastian Jezierski   |
| 2006 | Piotr Chmielewski    | Marcin Sapa           | Maroš Kováč           |
| 2007 | Tomasz Lisowicz      | Piotr Zaradny         | Lukasz Podolski       |
| 2008 | Tomasz Kiendyś       | Artur Detko           | Pavel Zitta           |
| 2009 | Mateusz Taciak       | Tomasz Kiendys        | Dariusz Rudnicki      |
| 2010 | André Schulze        | Adam Wadecki          | Krzysztof Jeżowski    |
| 2011 | André Schulze        | Krzysztof Jeżowski    | Marek Cichosz         |
| 2012 | Tomasz Smoleń        | Andrzej Bartkiewicz   | Sylwester Janiszewski |
| 2013 | Konrad Dabkowski     | Grzegorz Stępniak     | Dzmitrij Surawiec     |
| 2014 | Kamil Gradek         | Kamil Zieliński       | Łukasz Bodnar         |
| 2015 | Mateusz Nowak        | Paweł Franczak        | Kasper Gronkiewicz    |
| 2016 | Alois Kaňkovský      | Adrian Tekliński      | Błażej Janiaczyk      |
| 2017 | Alois Kaňkovský      | Grzegorz Stępniak     | Eryk Batoń            |
| 2018 | Alois Kaňkovský      | Sylwester Janiszewski | Paweł Franczak        |
| 2019 | Alois Kaňkovský      | Maciej Paterski       | František Sisr        |

## Palmarés por países
| País      | Vitórias |
| --------- | -------- |
| Polónia   | 18       |
| Chéquia   | 5        |
| Ucrânia   | 4        |
| Alemanha  | 2        |
| Lituânia  | 1        |
| Dinamarca | 1        |